# Белград — Бар
Белград — Бар (также Трансбалканская железная дорога, серб. Пруга Београд — Бар) — железнодорожная линия протяжённостью 476 км, связывающая столицу Сербии Белград и морской порт Черногории Бар.
Строилась с 1951 по 1976 год. Из-за большой протяжённости тоннелей на черногорском участке дорога получила название «Черногорское метро».

## История

### Предпосылки
Идея соединения Сербии с побережьем Адриатического моря появилась во второй половине XIX века, после признания независимости Сербии в 1878 году. Этому препятствовали территории Австро-Венгрии и Турции, отделявшие Сербию от Черногории. Впервые о необходимости соединения Белграда с Адриатическим морем (Котором и Дубровником, находившимися под властью Австро-Венгрии) высказалась «Сербская газета» от 15 декабря 1855 года. В начале XX века в строительстве такой дороги были заинтересованы Франция, Италия и Россия. После Второй мировой войны ряд югославских учёных выступал против строительства дороги на черногорский Бар. Даже в 1965 году предлагалось отказаться от дальнейшего строительства и вести дорогу через Сараево на хорватский Сплит. 
Начало строительства дороги пришлось на период послевоенной индустриализации Югославии. Новая дорога должна была соединить большую часть Сербии и Черногории с морским портом на Адриатике, для более быстрой доставки экспортно-импортных грузов. Дорога связывала богатые месторождения полезных ископаемых в Черногории, Санджаке, южных и западных районах Сербии.

### Строительство и технические характеристики
20 августа 1951 года Экономическим советом при правительстве Югославии было принято решение о строительстве железной дороги Белград — Бар. Строительство началось в 1952 году. Открыта 28 мая 1976 года. На следующий день — 29 мая поезд с президентом Югославии И. Тито и его женой Йованкой после отправления из Белграда торжественно прибыл в Бар. 15 апреля 1979 года железная дорога на участке Подгорица — Бар сильно пострадала от землетрясения.
Наибольшей высоты дорога достигает в районе Колашина (1032 метра), наименьшей — в районе Бара (3 метра). Было построено 254 тоннеля общей длиной 114 км, что составило почти ¼ протяжённости всей дороги. Самый длинный тоннель — «Созина» имеет длину 6170 м (самый сложный объект строительства, строившийся с 1953 по 1958 год). На черногорском участке, который называют «Черногорское метро», насчитывается 102 тоннеля общей длиной 44 км. Возведено 234 железобетонных моста общей длиной 14 593 м, самый длинный из которых — мост Мала Риека (Малая речка) длиной 498 метров (самый высокий мост в Европе высотой 202 м). На дороге расположено 54 железнодорожные станции. Дорога на своём южном участке проходит по живописной местности. В 1977 году была электрифицирована напряжением 25 кВ. Максимально допустимая скорость движения поездов составляет 75—120 км/ч (63 км/ч для экспрессов, 40 км/ч для пассажирских и 27 км/ч для грузовых поездов).
В 1987 году по линии было перевезено 1,91 млн пассажиров и 3,991 млн тонн грузов. В 2007 году — 1,188 млн пассажиров и 1,76 млн тонн грузов.